# فابريسيو بينتو
فابريسيو بينتو (بالبرتغالية: Fabrício Bento da Cunha‏) هو لاعب كرة قدم برازيلي، ولد في 1 مايو 1975 في ساو باولو في البرازيل. لعب مع جمعية بورتوغيزا الرياضية.

## وصلات خارجية
- فابريسيو بينتو على موقع قاعدة بيانات كرة القدم.إي يو (الإنجليزية)
- فابريسيو بينتو على موقع Soccerway.com (الإنجليزية)